# الكرنك (فلم)
الكرنك هو فيلم سياسي مصري من إنتاج عام 1975 عن رواية الكرنك للأديب المصري نجيب محفوظ، من إخراج علي بدرخان، وبطولة نخبة من روافد السينما المصرية سعاد حسني، وكمال الشناوي، وصلاح ذو الفقار، وفريد شوقي، ونور الشريف، وهو ضمن قائمة أفضل مئة فيلم في السينما المصرية في القرن العشرين.

## قصة الفيلم
يحكي الفيلم عن حالة الاستبداد السياسي والفكري والتعتيم الاعلامي الذي انتهجه نظام الحكم المصري في عهد الرئيس جمال عبد الناصر، حيث يتناول قصة مجموعة من الشباب الجامعي منهم زينب دياب (سعاد حسني) وإسماعيل الشيخ (نور الشريف) والذين يتم اعتقالهم دون جريمة بسبب التقائهم في مقهى «الكرنك» الذي عرف عنه تجمع بعض المفكرين فيه وتعرضهم أحيانا لنقد الثورة.
وفي المعتقل يتم تعذيبهم واجبارهم على الاعتراف بجرائم لم يرتكبوها، ويتم اجبار البعض منهم على العمل كجواسيس لصالح النظام وأجهزة الأمن داخل الجامعة وكتابة تقارير عن أي نشاط أو فكر معارض داخل أسوار الجامعة وأيضا يصل الأمر الي اعتقال أعضاء البرلمان منهم النائب شكري (صلاح ذو الفقار) الذي كان يحاول مساعدة إسماعيل وزينب بالقضاء علي استبداد رجل الأمن خالد صفوان (كمال الشناوي) إلى ان تم اعتقاله هو شخصيًا. وتسبب هذا الأسلوب في تمزق الجبهة الداخلية وأدى إلى هزيمة مصر في 1967 واحتلال إسرائيل لسيناء مرة أخرى كما حدث في 1956 والتي تم الانسحاب منها سياسيا بعد الموافقة على مرور السفن الإسرائيلية في خليج العقبة عبر مضيق تيران المتاخم لسيناء دون اعلان ذلك لشعب مصر بل علم الشعب ذلك بالصدفة عندما تم اغلاق مضيق تيران أمام السفن الإسرائيلية مما اعتبرته إسرائيل اعلانا للحرب وسبقت بضرب مصر في يونية 1967.
وينتهي الفيلم بقيام ثورة التصحيح في بداية عهد الرئيس أنور السادات وصدور قرار بالإفراج عن المعتقلين السياسيين وإذا بالضابط الكبير الذي كان يقوم بإصدار أوامر التعذيب وانتزاع الاعترافات الملفقة يدخل هو نفسه المعتقل. ثم الانتصار الساحق على إسرائيل واسترداد سيناء مرة أخرى بالحرب والسلام.

## طاقم التمثيل
- سعاد حسني بدور (زينب دياب)
- كمال الشناوي بدور (خالد صفوان)
- صلاح ذو الفقار في ظهور خاص بدور (شكري عضو مجلس الأمة)
- فريد شوقي بدور (دياب أبو زينب)
- نور الشريف بدور (إسماعيل الشيخ)
- تحية كاريوكا بدور (أم زينب)
- عماد حمدي بدور (الكاتب طه الغريب)
- شويكار بدور (قرنفلة)
- محمد صبحي بدور (حلمي حمادة)
- حسن حسني بدور (جرسون الكرنك)
- يونس شلبي بدور (محسن)
- مصطفى متولي بدور (زميل إسماعيل)
- عبد العزيز مخيون بدور (من المعتقلين)
- محمد توفيق بدور (حمادة أبو حلمي)
- أحمد بدير بدور (من المعتقلين)
- فاروق يوسف بدور (السيسي)
- أسامة عباس بدور (مندوب الإسكان)
- فايز حلاوة بدور (المخبر النذل)
- وحيد سيف بدور (أحد زبائن الكرنك)
- علي الشريف بدور (حسب الله)
- محمد شوقى بدور (شاويش حارة دعبس)
- نعيمة الصغير بدور (أم إسماعيل)
- أحمد نبيل بدور (صبي حسب الله)
- عدلي كاسب بدور (صديق طه الغريب)
- أحمد عبد الوارث بدور (من المعتقلين)
- علي الغندور بدور (من المعتقلين)

## روابط خارجية
- مقالات تستعمل روابط فنية بلا صلة مع ويكي بيانات